# Pepe Loeches
José Loeches Juárez, más conocido como Pepe Loeches, (Albalate de Zorita, Guadalajara, 26 de julio de 1946 - 15 de febrero de 2013) fue un ingeniero de sonido, productor musical y apicultor español. Como ingeniero de sonido trabajó con artistas de diversos estilos como Paul McCartney, Alfredo Kraus, Miguel Ríos, María Dolores Pradera, José Luis Perales, Bebo Valdés y El Cigala, Pablo Milanés, Joaquín Sabina, Pepe de Lucía o Paco de Lucía, reconocido con un premio Grammy y cuatro premios Grammy Latinos. Como apicultor era propietario de la empresa Honeycombe, una de las mayores productoras miel de la Alcarria.
También intervino en el trabajo "El Patio" del grupo Triana

## Trayectoria musical
Comenzó trabajando para Hispavox en 1969 y obtuvo formación en los años 1970 en los estudios PYE Records de Londres, donde también trabajó por libre para otros estudios como Trident Studios o Abbey Road Studios, en los que tuvo la oportunidad de trabajar con músicos como Paul McCartney, Stevie Wonder o Ringo Starr.
Volvió a España en 1975, trabajó para los estudios Kirios y Eurosonic y fundó los estudios Musigrama junto a Joaquín Cobos. Desde entonces ha colaborado y producido discos de numerosos músicos y ha realizado música para películas. De esa manera ha ganado cinco premios Grammy Latinos; dos en 2003 colaborando en los discos de Pepe de Lucía, El corazón de mi gente, y de Bebo Valdés y El Cigala, Lágrimas negras; uno en 2004 colaborando en el disco de Paco de Lucía, Cositas buenas; otro en 2006 colaborando en el disco de Bebo Valdés, Bebo, y otro en 2009 colaborando en el disco de Bebo Valdés y Chucho Valdés, Juntos para siempre.
Fue profesor de tecnología y manipulación del sonido en la Escuela de Cinematografía y del Audiovisual de Madrid (ECAM) y del  Instituto SAE.